# فومیو کیشیدا
فومیو کیشیدا، سیاستمدار ژاپنی و نخست‌وزیر اسبق ژاپن است. وی همچنین به عنوان رئیس حزب لیبرال دموکرات (LDP) نیز خدمت می‌کرد. کیشیدا از سال ۲۰۱۲ تا ۲۰۱۷ به‌عنوان وزیرامور خارجهٔ ژاپن فعالیت داشته است. او عضو مجلس نمایندگان و رئیس شورای تحقیقات سیاستگذاری LDP بود. او در انتخابات رهبری حزب لیبرال دموکرات درسال ۲۰۲۱ پیروز شد و در ۴ اکتبر ۲۰۲۱ به عنوان صدمین نخست‌وزیر ژاپن جانشین یوشیهیده سوگا شد. یوشیماسا هایاشی، دبیر ارشد کابینه ژاپن اعلام کرد که دولت ژاپن به ریاست فومیو کیشیدا پیش از تشکیل کابینه جدید به ریاست شیگرو ایشیبا، استعفای خود را اعلام کرد.

## سنین جوانی و تحصیل
فومیو کیشیدا در ۲۹ ژوئیه ۱۹۵۷ در شیبویا، توکیو در یک خانواده سیاسی متولد شد. پدر و پدربزرگ وی، از سیاستمداران سابق ژاپن و اعضای مجلس بودند. همچنین کی‌ایچی میازاوا، نخست‌وزیر سابق از خویشاوندان دور او است. به‌دلیل موقعیت کاری پدرش او به مدرسه ابتدایی در منطقه کوئینز شهر نیویورک رفته است.
کیشیدا در دانشگاه واسدا حقوق خوانده و در سال ۱۹۸۲ فارغ‌التحصیل شده است. در واسدا وی با تاکشی ایویا سیاستمدار امروزی دوست بود.

## زندگی سیاسی
کیشیدا پس از کار در کردیت بانک ژاپن و منشی یکی از اعضای مجلس نمایندگان، در انتخابات عمومی در سال ۱۹۹۳ به نمایندگی از منطقه یک هیروشیما به عنوان نماینده مجلس انتخاب شد.
کیشیدا از ۲۰۰۷ تا ۲۰۰۸ وزیر امور اوکیناوا بود، ابتدا در کابینه آبه و بعداً در کابینه فوکودا. وی در سال ۲۰۰۸ به عنوان وزیر ایالت مسئول امور مصرف‌کنندگان و ایمنی غذا در کابینه نخست‌وزیر وقت یاسوئو فوکودا منصوب شد.
کیشیدا همچنین وزیر دولت مسئول علوم و فناوری در کابینه فوکودا بود.
او نزدیک به ماکوتو کوگا (رهبر جناح کوچی) یکی از قدیمی‌ترین گروه‌های حزب دموکرات LDP بود و پس از اعلام بازنشستگی ماکوتو کوگا از سیاست، کنترل آن را در اکتبر ۲۰۱۲ به عهده گرفت.

## زندگی شخصی
پدربزرگ کیشیدا، ماساکی کیشیدا و پدرش، فومیتاکه کیشیدا هر دو از اعضای مجلس نمایندگان بودند و پسر عموی وی وزیر سابق وزارت اقتصاد، تجارت و صنعت، یوچی میازاوا است.